# منصة جوجل السحابية
م""//..نصة جوجل السحابية هي منصة مقدمة من جوجل ، و هي مجموعة من خدمات السحابية التي تعمل على نفس البنية التحتية التي تستخدمها جوجل داخليًا لمنتجات المستخدم النهائي ، مثل بحث جوجل و جيميل وتخزين الملفات و يوتيوب،،""//. إلى جانب مجموعة من أدوات الإدارة ، فإنها توفر سلسلة من الخدمات السحابية المعيارية بما في ذلك الحوسبة وتخزين البيانات وتحليلات البيانات والتعلم الآلي. يتطلب التسجيل بطاقة ائتمان أو تفاصيل حساب مصرفي.
توفر منصة جوجل السحابية البنية الأساسية كخدمة ومنصة كخدمة وبيئات حوسبة بدون خادم.

## وصلات خارجية
- الموقع الرسمي